# Metro w Adanie

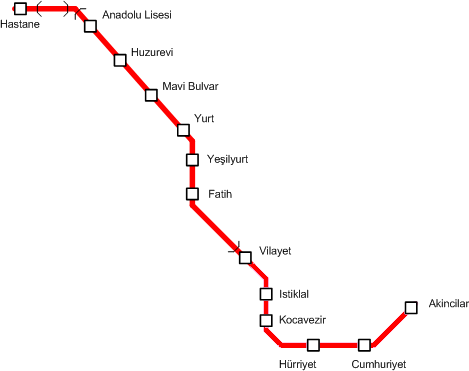
Schemat linii metra w Adanie

Metro w Adanie − system metra działający w tureckim mieście Adana.

## Historia
W 1992 ruszyła budowa pierwszej linii metra. Pierwszy odcinek Hastane − Vilayet o długości 8 km otwarto 18 marca 2009. 14 maja 2009 otwarto drugi odcinek Vilayet - Akincilar o długości 5,5 km. Obecnie linia o długości 13,5 km ma 13 stacji. Zajezdnia została zbudowana z myślą o obsłudze 78 pociągów. 

## Projekt
Planowana jest rozbudowa linii od stacji Akincilar w kierunku północnym do Çukurova Üniversitesi. Odcinek ten ma liczyć 9,3 km. 

## Tabor
Do obsługi linii w eksploatacji znajduje się 36 pociągów. Każdy pociąg ma 27 m długości, 2,7 m szerokości i waży 41 ton. Maksymalną prędkość jaką mogą rozwinąć składy to 80 km/h. 